# Lika
Lika é uma região tradicional  da Croácia propriamente dita, limitada aproximadamente pela montanha Velebit a sudoeste e pela montanha Plješevica a nordeste. No extremo noroeste, Lika é delimitada pela bacia de Ogulin-Plaški e, no sudeste, pela passagem de Malovan. Hoje a maior parte do território de Lika (Brinje, Donji Lapac, Gospić, Lovinac, Otočac, Perušić, Plitvička Jezera, Udbina e Vrhovine) faz parte do Condado de Lika-Senj. Josipdol, Plaški e Saborsko fazem parte do Condado de Karlovac e Gračac faz parte do Condado de Zadar.
As principais cidades incluem Gospić, Otočac e Gračac, a maioria das quais está localizada nos poljes cársticos dos rios Lika, Gacka e outros. O Parque Nacional dos Lagos de Plitvice também fica em Lika.

## História

### Antiguidade
Desde o primeiro milênio a.C. a região era habitada pelos Iápodes, um antigo povo relacionado aos ilírios. Durante a invasão gaulesa dos Bálcãs, uma divisão do exército gaulês passou pelo território da atual Lika e uma parte desse exército se estabeleceu entre os Iápodes. 
No século II a.C., Iápodes entrou em conflito com o Império Romano, sofrendo várias campanhas militares, mais significativamente em 129 a.C., 119 a.C. e finalmente sendo conquistada em 34 a.C. por Augusto César. 

### Idade Média
Os Bijelohrvati (ou Croatas Brancos) migraram originalmente da Croácia Branca para Lika na primeira metade do século VII. Após a colonização dos croatas (de acordo com as teorias de migração), Lika tornou-se parte do Principado da Croácia Dálmata. Lika então se tornou parte do Reino da Croácia em 925, quando o Duque Tomislau dos Croatas recebeu a coroa e se tornou Rei da Croácia. 

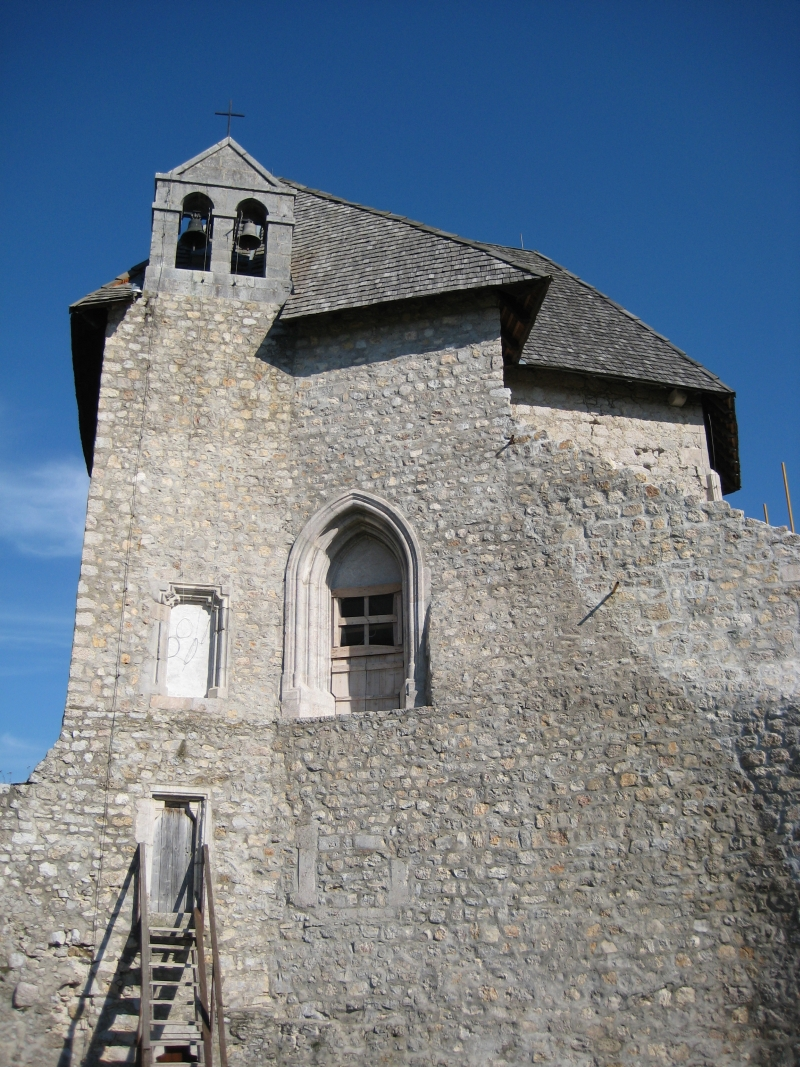
Castelo Sokolac em Brinje, propriedade das famílias nobres Frankopan e Gorjanski

O nome Lika é derivado da antiga língua ilíria, significando "corpo de água"; seus cognatos são liquor ("fluido") em latim e liqén ("lago") em albanês moderno. De fato, uma característica importante da paisagem de Lika são rios e lagos, bem como pântanos e planícies de inundação, muitos dos quais foram drenados entre os séculos XVIII e XX. O nome inicialmente se referia ao Rio Lika e, com o tempo, passou a denotar a região.  A primeira menção de Lika como topônimo aparece no livro Sobre a Administração Imperial de Constantino Porfirogênito do século X como βο(ε)άνος</link> , num capítulo dedicado aos croatas e à organização do seu estado, descrevendo como a sua proibição "tem sob o seu domínio Krbava, Lika e Gacka".  
Entre as doze nobres tribos croatas que tinham o direito de escolher o rei croata, a tribo Gusić era de Lika. Acredita-se também que o etnônimo Guduscani mencionado em fontes medievais esteja relacionado a Lika. 

### Século XV

Brasão de armas do Condado de Lika-Krbava no Reino da Croácia-Eslavônia

Em 1493, o exército croata sofreu uma pesada derrota das forças otomanas na Batalha do Campo de Krbava, perto de Udbina, em Lika. À medida que os otomanos avançavam para a Croácia, a população croata da região começou gradualmente a mudar-se para zonas mais seguras do país ou para o estrangeiro.  Muitos chakavianos indígenas de Lika deixaram esta área e para seus lugares, chegando principalmente neo-shtokavianos ikavianos do oeste da Hezegovina e oeste da Bósnia, e ortodoxos (valáquios e sérvios neo-shtokavianos ijakavianos) do sudeste da Península Balcânica.  Em 1513, a cidade de Modruš, local da sede episcopal em Lika, foi invadida pelos otomanos.  Em 1527, eles capturaram Udbina, incluindo o Castelo de Udbina, deixando a maior parte de Lika sob controle otomano.  A região tornou-se inicialmente parte do Sanjaco da Bósnia, mais tarde do Sanjaco de Klis e finalmente do Sanjaco de Krka. A devastação de Lika e Krbava foi tamanha que elas permaneceram praticamente desabitadas por quase meio século. No final do século XVI, os otomanos começaram a estabelecer os valáquios na área, bem como os muçulmanos em assentamentos maiores, onde logo formaram a maioria da população. 
O príncipe Radic foi nomeado príncipe de Senj pelo rei Rudolf em Graz (1º de dezembro de 1600). A família Radic é uma família nobre nativa da região de Lika; membros da família eram líderes militares Uskok no quartel-general em Senj. O príncipe de Senj foi muito ativo contra os otomanos. Em 1683, após a derrota otomana na batalha de Viena, 30.000 muçulmanos de Lika começaram a se mudar para a Bósnia. Um grande número destes muçulmanos eram originários da Bósnia, de onde tinham vindo um século antes, enquanto uma proporção substancial era de origem croata. 
O domínio otomano em Lika terminou em grande parte em 1689 com a retomada de Udbina. No entanto, a área de Donji Lapac permaneceu nas mãos dos otomanos durante 102 anos.  As fronteiras entre a Monarquia dos Habsburgos e o Império Otomano foram inicialmente concluídas com o Tratado de Karlowitz em 1699,  finalmente concluídas com o Tratado de Sistova em 1791. Lika foi incorporada ao comando geral de Karlovac da Fronteira Militar Croata. Foi repovoada por imigrantes de regiões controladas pelos otomanos. Os católicos predominavam nos assentamentos urbanos, enquanto os cristãos ortodoxos estavam presentes principalmente no interior de Lika. 
Em 15 de julho de 1881, a Fronteira Militar foi abolida e Lika foi restaurada ao Reino da Croácia-Eslavônia, uma parte autônoma da Transleitânia (a parte húngara da Monarquia Dual da Áustria-Hungria). Ficava dentro do Condado de Lika-Krbava, com Gospić como sede do condado. A sua população era etnicamente mista e em 1910 era constituída por 50,8% de sérvios e 49% de croatas. 

### Reino e República Socialista Federativa da Iugoslávia
Após o colapso da Áustria-Hungria, a Croácia e a Eslavônia, das quais Lika fazia parte, tornaram-se parte do Estado dos Eslovenos, Croatas e Sérvios em 29 de outubro de 1918. O estado recém-criado juntou-se ao Reino da Sérvia em 1º de dezembro de 1918 para formar o Reino dos Sérvios, Croatas e Eslovenos, que em 1929 foi renomeado para Iugoslávia. Lika permaneceu dentro da Croácia, que se tornou uma das províncias constituintes do Reino. A maioria de Lika pertencia à Županija Lika-Krbava, com capital em Senj (em vez de Gospić, anteriormente). A nova constituição aboliu todas as fronteiras anteriores e Lika tornou-se parte do Oblast de Primorsko-krajiška, com capital em Karlovac. Em 1929, a região tornou-se parte do Banato do  Sava (Savska banovina) do recém-formado Reino da Iugoslávia e, em 1939, do Banato Croata (Hrvatska banovina). 
A Iugoslávia foi invadida e dividida pelas forças do Eixo em 1941 e Lika tornou-se parte do Estado Independente da Croácia (NDH), um estado fantoche do Eixo liderado pelos Ustaše . Em 27 de julho, a revolta Srb começou contra os Ustaše em Lika, liderada pelos partisans iugoslavos.  Em junho de 1943, a sessão de fundação do Conselho Estatal Antifascista para a Libertação Nacional da Croácia (ZAVNOH) foi realizada em Otočac, em Lika, no território ocupado pelos Partisans.  A guerra terminou em 1945 e a Croácia se tornou uma unidade federal socialista da República Socialista Federativa da Iugoslávia.

### Guerra da Independência da Croácia

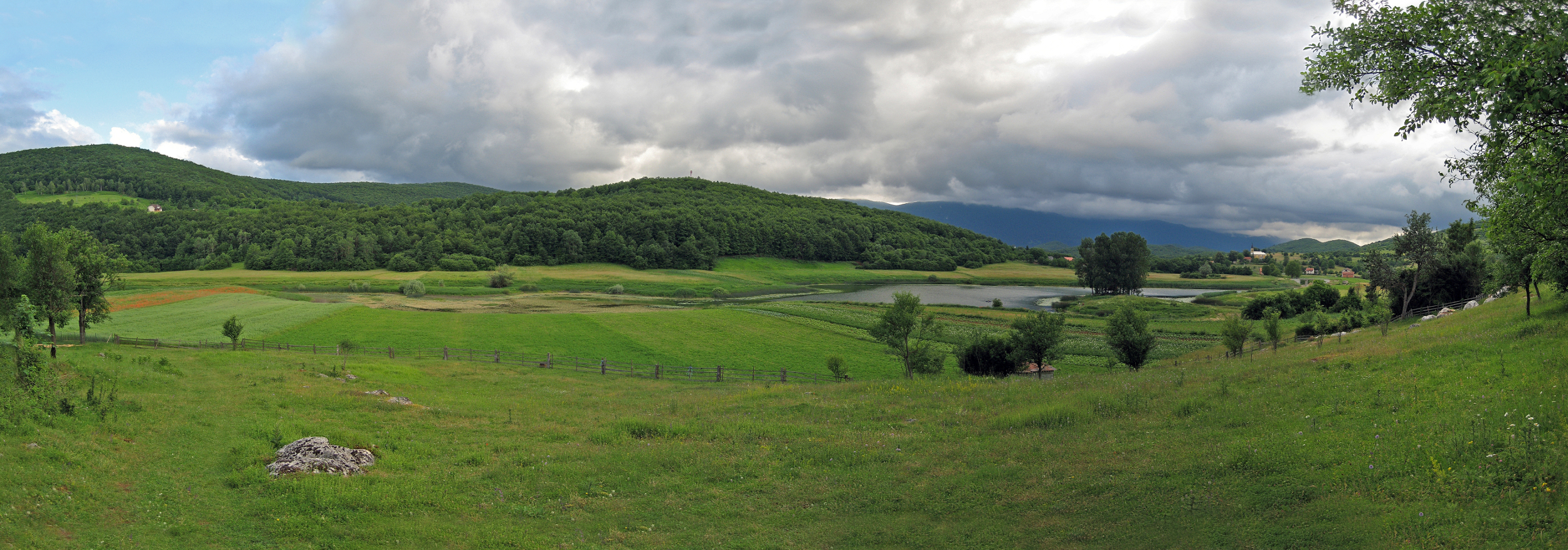
Paisagem de Lika perto de Švica

Em agosto de 1990, uma insurreição conhecida como Revolução das Toras começou em áreas povoadas por sérvios na Croácia. Devido à recente agitação civil e com a Croácia declarando independência da Iugoslávia em junho de 1991, os assentamentos de maioria sérvia do leste de Lika se uniram à população sérvia da Croácia na criação e declaração de independência da República Sérvia de Krajina (RSK). Posteriormente, as unidades paramilitares sérvias foram criadas com o apoio do Exército Popular Iugoslavo e das forças paramilitares sérvias. Os confrontos com a polícia croata que ocorreram mais tarde em 1991 rapidamente se transformaram em uma guerra em grande escala. Os combates mais violentos em Lika ocorreram durante a Batalha de Gospić, em agosto e setembro de 1991, resultando em grandes danos à sede da província pelas forças sérvias. A Lika Ocidental permaneceu sob o controlo croata, enquanto a Lika Oriental estava sob o controlo do RSK.  A guerra continuou até 1995, quando o Exército Croata assumiu o controle da região na Operação Tempestade, encerrando a existência do RSK.
Após a guerra, várias cidades e municípios da região foram designados Áreas de Preocupação Especial do Estado.

## Economia

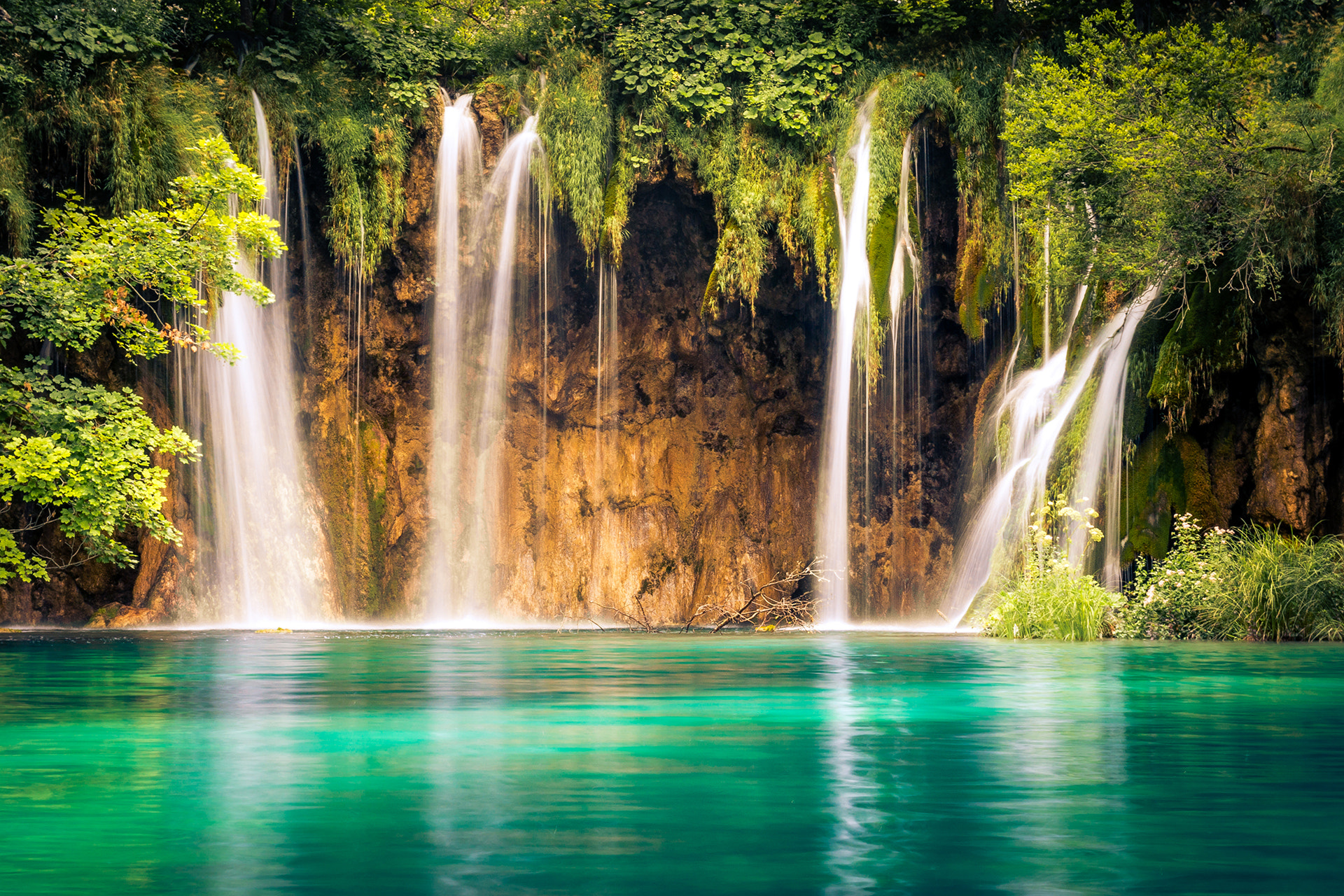
Parque Nacional dos Lagos de Plitvice

Lika é tradicionalmente uma área rural com agricultura desenvolvida (cultivo de batatas) e pecuária. A indústria é mínima e depende principalmente do processamento de madeira. O turismo é importante para a região, com dois parques nacionais (Parque Nacional dos Lagos de Plitvice e Sjeverni Velebit) atraindo visitantes do mundo todo. Em 2015, o Parque Nacional dos Lagos de Plitvice atraiu 1,2 milhões de visitantes. 

## Cultura

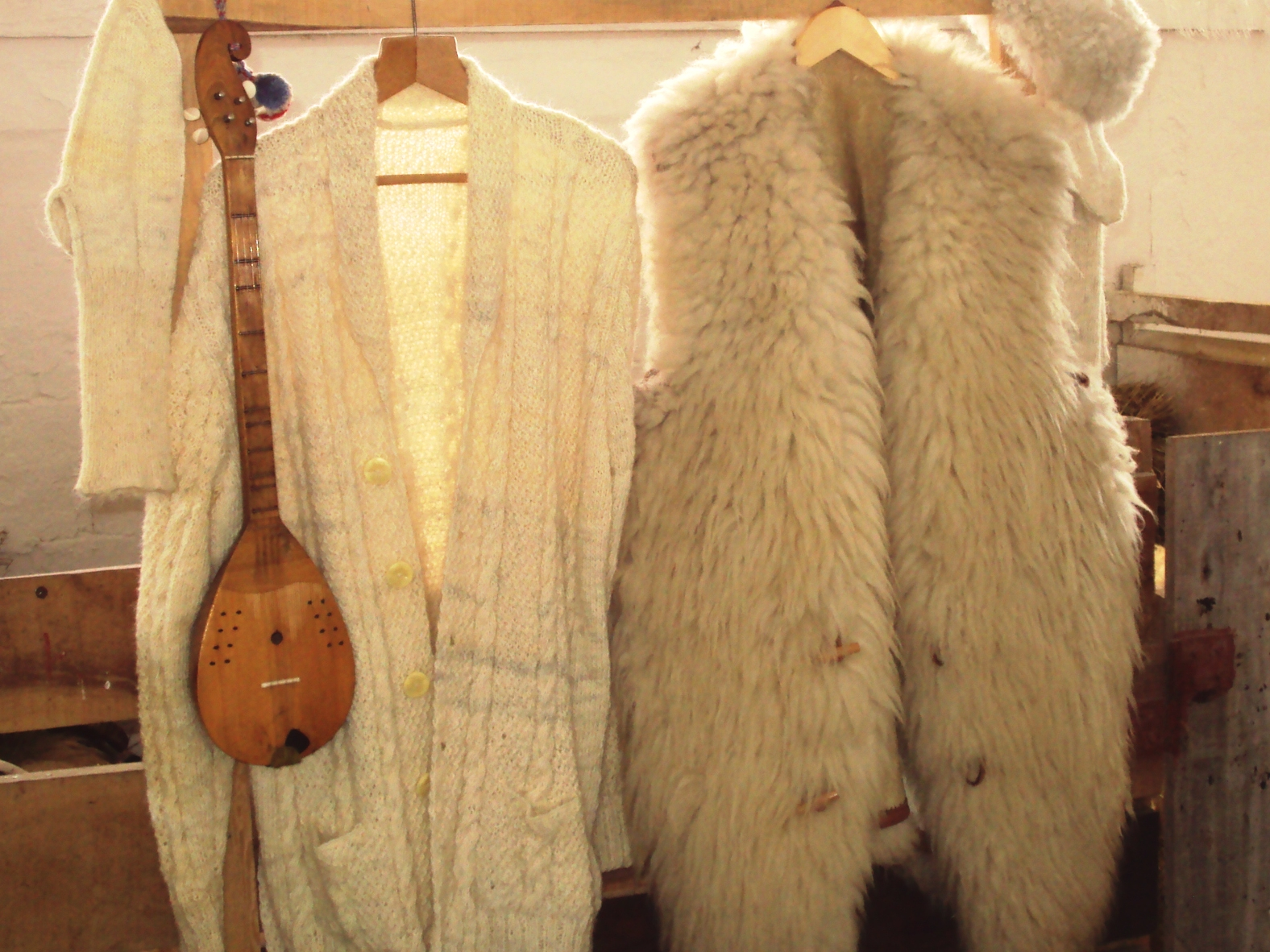
Roupas tradicionais de lã de Lika

Lika tem uma cultura distinta. Os dialetos ikaviano e shtokaviano do croata são falados na maior parte de Lika, e o chakaviano é falado no norte, perto da cidade de Brinje. 
Os chapéus de Lika são usados informalmente pelos homens e fazendeiros locais em casa, e também formalmente em casamentos e celebrações. 

### Culinária
A culinária de Lika é moldada pelo seu terreno montanhoso, pela escassez de terras aráveis, pelos invernos frios e pela extensa prática da criação de animais. É simples, tradicional e saudável, fortemente focado em ingredientes frescos e locais e na cozinha caseira.  Milho, batata, cordeiro e laticínios constituem a base da dieta local. A carne é geralmente salgada ou seca, enquanto em ocasiões especiais um cordeiro inteiro é assado em um espeto grande. Produtos de carne comuns incluem šunka (presunto), pršut (prosciutto), kulin (morcela) e žmare (čvarci). Produtos lácteos como manteiga, skorup e queijos são abundantes. Basa é uma variedade comum de queijo feito de leite fermentado e skorup. A truta é cultivada e amplamente utilizada em muitas variedades: defumada, marinada ou empanada em farinha de milho e frita. Caviar de truta é uma iguaria local. O uso de vegetais é limitado e consiste principalmente de repolho, nabo e feijão.
Pratos comuns incluem:

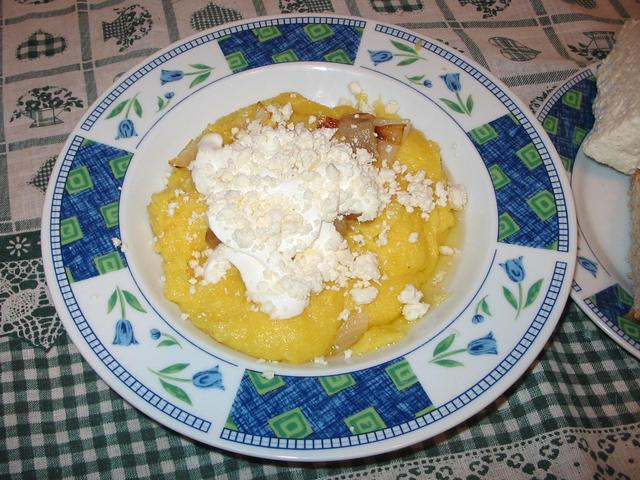
Polenta com queijo

- Polenta - Consumida em muitas variedades, com skorup, žmare ou repolho azedo.
- Feijão cozido - Geralmente enriquecido com repolho azedo, nabo ou bacon.
- Lički lonac (Lika pot) - Um ensopado complexo e substancioso de carneiro e vários vegetais (batatas, repolho fresco, cenouras, aipo, salsa, pimentões, tomates, etc.). Geralmente comido com batatas cozidas ou polenta como acompanhamento.
- Cordeiro sob uma peka - Cordeiro e batatas cozidos em uma peka, uma grande tampa de metal ou cerâmica.
- Repolho azedo com carne curada - Geralmente inclui carneiro curado, bacon, kulin e batatas como acompanhamento.

Sobremesas comuns incluem štrudla (savijača), massa ondulada recheada com queijo ou maçãs raladas, e uštipci, nuggets fritos de massa fermentada adoçada. 

## População

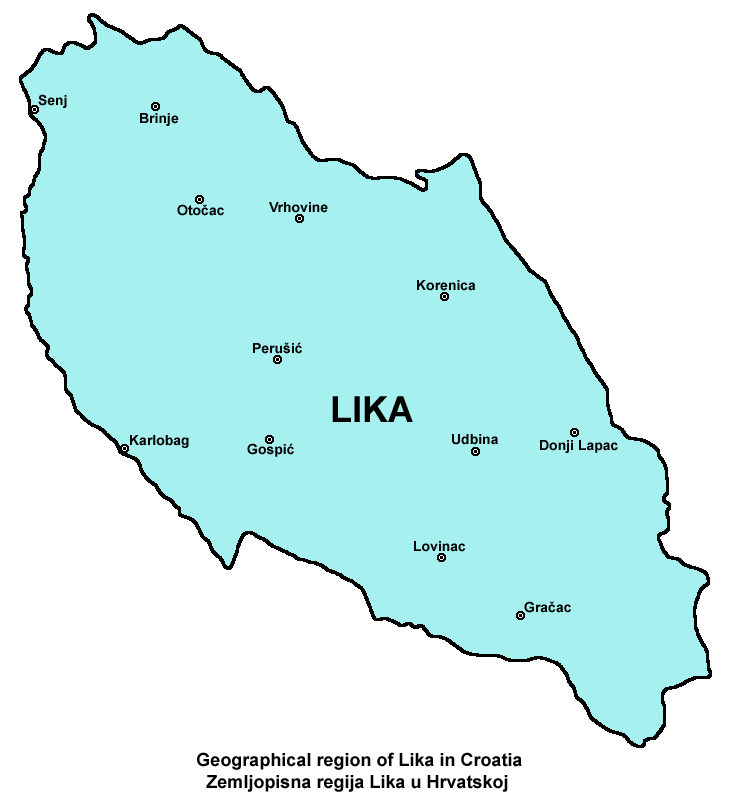
Mapa dos principais assentamentos em Lika

Os dados do censo de 2011 para o Condado de Lika-Senj mostram 50.927 habitantes,  o que representa uma diminuição em relação aos 53.677  habitantes contabilizados em 2001 (esta é uma queda de cerca de 5,1% ao longo dos dez anos e continua uma tendência de despovoamento de décadas em Lika). Em 2011, 84,15% dos residentes eram de etnia croata e 13,65% de etnia sérvia. 

## Esportes
- Croatia Walking Festival – evento internacional de caminhadas [26]

## Pessoas notáveis
- Jakov Blažević
- Jovanka Broz
- Mile Budak
- Matija Čanić
- Josip Čorak
- Marko Došen
- Josip Filipović
- Jure Francetić
- Milovan Gavazzi
- Ilija Ivezić
- Stjepan Jovanović
- Ana Karić
- Ivan Karlović
- Vinko Knežević
- Edo Kovačević
- Ferdinand Kovačević
- Miroslav Kraljević
- Davor Lasić
- Mirko Lulić
- Priest Martinac
- Marko Mesić
- Darko Milinović
- Veljko Narančić
- Nicholas of Modruš
- Ante Nikšić
- Omar Pasha
- Ante Pavelić (1869–1938)
- Mirjan Pavlović
- Vlado Perkovic
- Gašpar Perušić
- Ivica Rajković
- Ivan Rukavina
- Juraj Rukavina Vidovgradski (General austríaco)
- Mathias Rukavina von Boynograd
- Sandra Šarić
- Stjepan Sarkotić
- Martin Sekulić
- Tomislav Sertić
- Franjo Šimić
- Petar Smiljanić
- Hrvoje Smolčić
- Ante Starčević
- David Starčević
- Mile Starčević (1862)
- Mile Starčević (1904)
- Šime Starčević
- Rade Šerbedžija
- Nikola Tesla
- Nikica Valentić
- Ante Vrban
- Josef Philipp Vukassovich
- Lavoslav Vukelić
- Janko Vuković
- Josif Rajačić
- Božidar Maljković